# Ekstraklasa
Ekstraklasa je nogometna liga najvišeg stupnja u Poljskoj.

## Klubovi sezone 2025./26.
- Arka Gdynia
- Bruk-Bet Termalica Nieciecza
- Cracovia
- GKS Katowice
- Górnik Zabrze
- Jagiellonia Białystok
- Korona Kielce
- Lech Poznań
- Lechia Gdańsk
- Legia Varšava
- Motor Lublin
- Piast Gliwice
- Pogoń Szczecin
- Radomiak Radom
- Raków Częstochowa
- Widzew Łódź
- Wisła Płock
- Zagłębie Lubin

## Prvaci
| Broj naslova | Momčad                | Godine                                                                                                  |
| ------------ | --------------------- | --- |
| 15           | Legia Varšava         | 1955., 1956., 1969., 1970., 1994., 1995., 2002., 2006., 2013., 2014., 2016., 2017., 2018., 2020., 2021. |
| 14           | Górnik Zabrze         | 1957., 1959., 1961., 1963., 1964., 1965., 1966., 1967., 1971., 1972., 1985., 1986., 1987., 1988.        |
| 14           | Ruch Chorzów          | 1933., 1934., 1935., 1936., 1938., 1951., 1952., 1953., 1960., 1968., 1974., 1975., 1979., 1989.        |
| 13           | Wisla Krakow          | 1927., 1928., 1949., 1950., 1978., 1999., 2001., 2003., 2004., 2005., 2008., 2009., 2011.               |
| 9            | Lech Poznań           | 1983., 1984., 1990., 1992., 1993., 2010., 2015., 2022., 2025.                                           |
| 5            | Cracovia              | 1921., 1930., 1932., 1937., 1948.                                                                       |
| 4            | Pogoń Lwów            | 1922., 1923., 1925., 1926.                                                                              |
| 4            | Widzew Łódź           | 1981., 1982., 1996., 1997.                                                                              |
| 2            | Zagłębie Lubin        | 1991., 2007.                                                                                            |
| 2            | ŁKS Łódź              | 1958., 1998.                                                                                            |
| 2            | Polonia Bytom         | 1954., 1962.                                                                                            |
| 2            | Polonia Varšava       | 1946., 2000.                                                                                            |
| 2            | Stal Mielec           | 1973., 1976.                                                                                            |
| 2            | Warta Poznań          | 1929., 1947.                                                                                            |
| 2            | Śląsk Wrocław         | 1977., 2012.                                                                                            |
| 1            | Garbarnia Krakov      | 1931.                                                                                                   |
| 1            | Szombierki Bytom      | 1980.                                                                                                   |
| 1            | Piast Gliwice         | 2019.                                                                                                   |
| 1            | Raków Częstochowa     | 2023.                                                                                                   |
| 1            | Jagiellonia Białystok | 2024.                                                                                                   |

## Vanjske poveznice
- Službena stranica  Arhivirana inačica izvorne stranice od 12. srpnja 2015. (Wayback Machine)
- 90minut.pl